# Ziziphus mucronata subsp. rhodesica
Ziziphus mucronata subsp. rhodesica, és una subespècie de planta que es troba dins la família de les ramnàcies. És originària de l'Àfrica tropical i austral.

## Descripció
Es tracta d'un arbre perennifoli de mida petita o mitjana armat amb diferents parells d'espines en forma de ganxo i rectes. Les fulles són àmpliament ovades, marcadament asimètriques amb els tres nervis que neixen de la base i tenen el marge finament dentat. Les flors petites i groguenques, es troben agrupades en raïms axil·lars. L'època de floració és cap al novembre-febrer. El fruit és una drupa esfèrica de color vermellós i marró està madur. Nota: Aquesta subespècie es distingeix pels pèls densos i pàl·lids, particularment al revers de les fulles.

## Distribució i hàbitat
Ziziphus mucronata subsp. rhodesica és un endemisme del sud d'Àfrica. El trobem a la zona de boscos de Brachystegia, on predominen les pastures, la sabana i els matollars tropicals i subtropicals. Sovintegen particularment en àrees de major precipitació i en els monticles de tèrmits. La seva àrea de distribució és a Botswana, Namíbia-Caprivi, la RDC (Katanga), el sud de Tanzània, Moçambic, Zàmbia i Zimbàbue.

## Etimologia
- mucronata: mucronat; en les fulles, l'àpex surt com projectat de manera que recorda un mugró.
- rhodesica: de Rhodesia, ara Zimbàbue i Zàmbia.

## Sinonímia
- Ziziphus abyssinica Hochst.[3][1]